# حارة دار الرعاية (صنعاء)
حارة دار الرعاية هي إحدى حارات حي بيت معياد بمديرية السبعين إحد مديريات العاصمة اليمنية صنعاء، بلغ تعداد سكانها 3320 نسمة حسب تعداد اليمن لعام 2004.